# Petter Dass
Petter Dass (Herøy, 1647 – Alstahaug, 1707) è stato uno scrittore, teologo e poeta norvegese.
Dopo aver studiato a Bergen e Copenaghen fu ordinato pastore protestante nel 1689. Oltre alla celeberrima traduzione dalla Bibbia Il voto di Jefte, Dass divenne celebre per le sue opere La tromba del Nord (1692) e Il canto norvegese della valle (1683).